# Прогресс (Волгодонской район)
Прогре́сс — посёлок в Волгодонском районе Ростовской области.
Административный центр Прогрессовского сельского поселения.

## География
Расположен на правом берегу Нижнедонского канала.

## История
В 1983-1985 годы посёлок являлся административным центром Волгодонского района.

## Население
| 1989 | 2002  | 2010  |
| ---- | ----- | ----- |
| 1099 | ↗1176 | ↗1455 |

## Улицы
| - пер. Восточный, - пер. Доенко, - пер. Лермонтова, - пер. Новоселов, - пер. Первомайский, - пер. Советский, - пер. Спортивный, - пер. Школьный, | - ул. Виноградная, - ул. Ленина, - ул. Садовая, - ул. Северная, - ул. Советская, - ул. Юбилейная. |